# Великобуялицька сільська рада
Великобуялицька сільська́ ра́да  — орган місцевого самоврядування Великобуялицької сільської громади в Березівському районі Одеської області. До 30 червня 2019 року існувала як адміністративно-територіальна одиниця.

## Склад ради
Рада складається з 26 депутатів та голови.
- Голова ради: в.о. Іванова І. В.

### Депутати
За результатами місцевих виборів 2010 року депутатами ради стали:

#### За суб'єктами висування
| Суб'єкт висування                                       | Кількість обраних депутатів | %    |
| ------------------------------------------------------- | --------------------------- | ---- |
| Партія регіонів                                         | 14                          | 87,5 |
| Політична партія Всеукраїнське об'єднання «Батьківщина» | 2                           | 12,5 |

#### За округами
| № округу                                                | Прізвище, ім'я, по батькові      | Дата визнання обраним | Освіта             | Партійна приналежність                        | Відомості про обраного депутата                              |
| ------------------------------------------------------- | -------------------------------- | --------------------- | ------------------ | --------------------------------------------- | ------------------------------------------------------------ |
| Партія регіонів                                         |                                  |                       |                    |                                               |                                                              |
| 1                                                       | Дойчева Людмила Володимирівна    | 01.11.2010            | середня спеціальна | член Партії регіонів                          | Благоєвське відділення зв'язку, начальник                    |
| 2                                                       | Дойчева Раїса Василівна          | 01.11.2010            | середня            | член Партії регіонів                          | Благоєвська сільська рада, землевпорядник                    |
| 3                                                       | Тодоров Георгій Іванович         | 01.11.2010            | середня            | член Партії регіонів                          | приватний підприємець «Тодоров Г. І.»                        |
| 4                                                       | Дучев Юрій Іванович              | 01.11.2010            | вища               | член Партії регіонів                          | ВАТ «Іванівське районне транспортне підприємство», начальник |
| 5                                                       | Карчева Тетяна Миколаївна        | 01.11.2010            | середня спеціальна | член Партії регіонів                          | Благоєвська сільська рада, головний бухгалтер                |
| 6                                                       | Дмітієв Дмитро Степанович        | 01.11.2010            | середня спеціальна | член Партії регіонів                          | ТОВ «Одеський олійноекстракціонний завод», машиніст-кочегар  |
| 7                                                       | Карчев Віктор Іванович           | 01.11.2010            | середня спеціальна | член Партії регіонів                          | Благоєвський дитячий садок, кочегар                          |
| 8                                                       | Дучева Євдокія Георгіївна        | 01.11.2010            | вища               | член Партії регіонів                          | Благоєвська сільська рада, діловод                           |
| 9                                                       | Кара Микола Федорович            | 01.11.2010            | середня спеціальна | член Партії регіонів                          | пенсіонер                                                    |
| 10                                                      | Сєбов Іван Степанович            | 01.11.2010            | середня            | член Партії регіонів                          | тимчасово не працює                                          |
| 11                                                      | Верста Микола Олексійович        | 01.11.2010            | середня            | член Партії регіонів                          | Одеський торговий порт, докер механізатор                    |
| 12                                                      | Недєлева Дар'я Іванівна          | 01.11.2010            | середня            | член Партії регіонів                          | Благоєвська сільська рада, прибиральниця                     |
| 15                                                      | Максимова Тетяна Іванівна        | 01.11.2010            | середня спеціальна | член Партії регіонів                          | Благоєвська лікарняна амбулаторія, фельдшер                  |
| 16                                                      | Молдованенко Валерій Миколайович | 14.11.2010            | середня            | член Партії регіонів                          | Благоєвська сільська рада, охоронець                         |
| Політична партія Всеукраїнське об'єднання «Батьківщина» |                                  |                       |                    |                                               |                                                              |
| 13                                                      | Герасименко Віктор Валентиснович | 01.11.2010            | середня спеціальна | член Всеукраїнського об'єднання «Батьківщина» | Укртелеком, електромонтер                                    |
| 14                                                      | Бамбура Оксана Вікторівна        | 01.11.2010            | середня спеціальна | член Всеукраїнського об'єднання «Батьківщина» | СЮТ, керівник гуртка                                         |